# Wiesenbatterie Schillig
Wiesenbatterie Schillig ist der Name eines Naturschutzgebietes in der niedersächsischen Gemeinde Wangerland im Landkreis Friesland.
Das Naturschutzgebiet mit dem Kennzeichen NSG WE 130 ist 6,6 Hektar groß. Es ist vollständig Bestandteil des EU-Vogelschutzgebietes „Wangerland“. Bei der Wiesenbatterie Schillig handelt es sich um eine ehemalige Verteidigungsanlage nordwestlich von Schillig und nordöstlich von Minsen, die bereits vor dem Ersten Weltkrieg gebaut und 1945 nach dem Zweiten Weltkrieg größtenteils gesprengt wurde. Als bewaldeter Bereich hat das Gebiet in der ansonsten weitgehend baumlosen Marsch besondere Bedeutung für die Vogelwelt.
Das Gebiet steht seit dem 7. August 1982 unter Naturschutz. Zuständige untere Naturschutzbehörde ist der Landkreis Friesland.